# 2000년 8월
| 2000년: 1월 · 2월 · 3월 · 4월 · 5월 · 6월 · 7월 · 8월 · 9월 · 10월 · 11월 · 12월 |

| <          | 2000년 8월 | 2000년 8월  | 2000년 8월 | 2000년 8월 | 2000년 8월 | >          |
| 일         | 월         | 화          | 수         | 목         | 금         | 토         |
|            |            | 1 7.2 신묘  | 2 3 임진   | 3 4 계사   | 4 5 갑오   | 5 6 을미   |
| 6 7 병신   | 7 8 정유   | 8 9 무술    | 9 10 기해  | 10 11 경자 | 11 12 신축 | 12 13 임인 |
| 13 14 계묘 | 14 15 갑진 | 15 16 을사  | 16 17 병오 | 17 18 정미 | 18 19 무신 | 19 20 기유 |
| 20 21 경술 | 21 22 신해 | 22 23 임자  | 23 24 계축 | 24 25 갑인 | 25 26 을묘 | 26 27 병진 |
| 27 28 정사 | 28 29 무오 | 29 8.1 기미 | 30 2 경신  | 31 3 신유  |            |            |

| 편집하기 |

## 2000년8월 31일
- 대한민국의 한빛은행 등 2차 구조조정 대상 은행이 확정되다.
- 태풍 프라피룬이 북상해 많은 피해가 발생했다.

## 2000년8월 29일
- 대한민국과 조선민주주의인민공화국, 평양에서 제2차 남북장관급회담을 개최하다.

## 2000년8월 22일
- 일본 도쿄에서 제10차 조선민주주의인민공화국-일본 간 국교정상회담이 개최되다.

## 2000년8월 20일
- 조선민주주의인민공화국 조선국립교향악단 서울에서 처음으로 공연하다.

## 2000년8월 18일
- 조선민주주의인민공화국 조선국립교향악단, 사상 첫 남북 클래식 합동음악회 갖기 위해 서울에 도착하다.

## 2000년8월 15일
- 대한민국과 조선민주주의인민공화국의 남북한 이산가족 200명 서울과 평양에서 반세기만에 혈육 상봉하다.

## 2000년8월 14일
- 판문점 남북연락사무소가 4년 만에 재가동되다.

## 2000년8월 12일
- 러시아 해군 소속 핵잠수함 쿠르스크호가 바렌츠해에서 침몰하다. 이 사고로 승무원 118명 전원이 사망했다.

## 2000년8월 11일
- 대한민국 전국 의료계 의약분업 강행에 맞서 2차 총폐업에 돌입하다.

## 2000년8월 10일
- 현대그룹, 조선민주주의인민공화국과 서울-판문점-개성간 버스를 이용한 육로 관광에 합의하다.

## 2000년8월 8일
- 인도네시아 수하르토 전 대통령 국고유용혐의로 기소되다.
- 현대그룹이 3차 소떼 방북하다.

## 2000년8월 7일
- 서울 지하철 6호선 봉화산-상월곡 구간 일부 개통하다.

## 2000년8월 5일
- 남한 46개 언론사 사장단이 김정일 북한 국방위원장 초청으로 방북하다.

## 2000년9월 3일
- 수하르토 前 인도네시아 대통령 부패혐의로 공식 기소되다.

## 2000년9월 2일
- 한미 대표, 한미행정협정(SOFA)를 다른 나라 수준으로 개정키로 합의하다.

## 2000년8월 1일
- 서울 지하철 7호선이 완전개통했다.